# SU-6
SU-6 – radzieckie samobieżne działo przeciwlotnicze z okresu międzywojennego.

## Historia konstrukcji
W dniu 22 marca 1934 roku Rada Pracy i Obrony przy Radzie Komisarzy Ludowych ZSRR podjęła uchwałę o przezbrojeniu Armii Czerwonej w nowoczesny sprzęt artyleryjski, w związku z nią Zakłady Doświadczalne Budowy Maszyn im. Kirowa w Leningradzie rozpoczęły pracę nad konstrukcją samobieżnego działa przeciwlotniczego. 
Pracę nad tym projektem kierował Sjaczentow, a inżynierem prowadzącym był Ł. Trojanow. Konstrukcja działa oznaczona jako SU-6 została oparta na podwoziu czołgu T-26, przy czym zachowano bez zmian układ napędowy czołgu, natomiast kadłub nieznacznie powiększono, usunięto wieżę oraz zmontowano w górnej części kadłuba trzy poprzeczne przegrody, które wzmocniły sztywność kadłuba a między którymi zamontowano składane miejsca obsługi działa. Na wierzchu kadłuba zamontowano podstawę działa przeciwlotniczego wz. 1931 kal. 76 mm. Z boku kadłuba zamontowano na zawiasach burty z blach pancernej o grubości 8 mm, podnoszone w czasie jazdy a w czasie strzelania z działa opuszczane. Działo oprócz działa przeciwlotniczego kal. 76 mm uzbrojone zostało w 2 karabiny maszynowe kal. 7,62 mm, które zostały zamontowane na przedniej i tylnej burcie. 
Prototyp działa SU-6 był gotowy w sierpniu 1935 roku. W dniach 12 września do 11 października przeprowadzono badania fabryczne, a następnie działo przekazano do badań poligonowych na Poligonie Naukowo-Badawczym Artylerii. Badania te trwały od końca 1935 roku do końca 1936 roku. W tym czasie okazało się, że działo nie spełnia warunków. W trakcie badań zamontowano na nim także armatę przeciwlotniczą kal. 37 mm, która również nie spełniła warunków. W związku z tym styczniu 1937 roku zaniechano dalszym prac nad tym działem.